# Mother o' Mine (film fra 1921)
Mother o' Mine er en amerikansk stumfilm fra 1921 af Fred Niblo.

## Medvirkende
- Lloyd Hughes som Robert Sheldon
- Betty Ross Clarke som Dolly Wilson
- Betty Blythe som Fan Baxter
- Joseph Kilgour som Willard Thatcher
- Claire McDowell som Mrs. Sheldon
- Andrew Robson
- Andrew Arbuckle som Henry Godfrey